# Adicella rectangulata
Adicella rectangulata är en nattsländeart som beskrevs av Wolfram Mey 1997. Adicella rectangulata ingår i släktet Adicella och familjen långhornssländor. Inga underarter finns listade i Catalogue of Life.